# Tigrane I d'Armenia
Tigrane I d'Armenia (in armeno Տիգրան Առաջին?) (fl. I secolo a.C.) regnò dal 115 a.C. al 95 a.C., ereditando il trono degli Artassidi dal fratello Artavaside I, che non aveva lasciato eredi. Il suo successore, Tigrane II, secondo alcuni storici non sarebbe stato suo figlio, quanto piuttosto figlio di Artasside I.